# TOI-1820
TOI-1820 —  одиночная звезда в созвездии Волос Вероники на расстоянии приблизительно 815 световых лет (около 250 парсек) от Солнца. Видимая звёздная величина звезды — +10,9m. Возраст звезды определён как около 11 млрд лет.
Вокруг звезды обращается, как минимум, одна планета.

## Характеристики
TOI-1820 — жёлтый карлик спектрального класса G2V. Масса — около 1,04 солнечной, радиус — около 1,47 солнечного, светимость — около 1,938 солнечной. Эффективная температура — около 5631 K.

## Планетная система
В 2022 году группой астрономов проекта TESS было объявлено об открытии планеты TOI-1820 b.